# Hypsicera conviva
Hypsicera conviva är en stekelart som först beskrevs av André Seyrig 1935.  Hypsicera conviva ingår i släktet Hypsicera och familjen brokparasitsteklar. Inga underarter finns listade i Catalogue of Life.